# Sankt Andrä
Sankt Andrä est une commune autrichienne du district de Wolfsberg en Carinthie.